# Chương Dương mộ bạc
Chương Dương mộ bạc (Chiều đậu thuyền ở bến Chương Dương) là bài thơ tiêu biểu của danh sĩ Ninh Tốn (1734-1790) thời Lê mạt-Tây Sơn, Việt Nam.

## Giới thiệu
Chương Dương mộ bạc là bài thơ chữ Hán, dài 40 câu, mỗi câu 5 chữ, mang tính chất vịnh sử. Ở đầu thi phẩm có lời tiểu dẫn của tác giả, nhằm nói lên mục đích và ý nghĩa của bài thơ. 
Phiên âm Hán -Việt như sau: 
Long Bút chu bạc Chương Dương, thích tụng " Đoạt sáo" chi thi, nhân tư Trần Trùng Hưng gian, Nguyên binh nhập khấu, tài đắc nhất Hưng Đạo vương Trần Quốc Tuấn vị quốc tận lực, vị nghĩa phân xướng, toại năng tảo thanh Hồ trần, khắc phục cương thổ. Thâm niệm: Cổ kim hưng vong, toàn lại nhậm nhân nhất sự, cảm hứng nhị thập vận.
Dịch nghĩa:
Chiều ấy, Long Bút đậu thuyền ở bến Chương Dương, nhân đọc câu thơ "Đoạt sáo" bỗng nghĩ: "Khoảng niên hiệu Trùng Hưng nhà Trần, quân Nguyên sang xâm lược, may được một Hưng Đạo vương Trần Quốc Tuấn vì nước hết sức, vì nghĩa khởi xướng nên đã quét sạch bụi Hồ, khôi phục được đất nước". Nghĩ sâu thấy rằng: "Xưa nay, nước nhà hưng hay suy, toàn do ở việc "dùng người". Nhân cảm hứng làm bài thơ hai mươi vần".

## Thi phẩm
| Chương Dương mộ bạc Phiên âm Hán-Việt: Triêu phát Nhị Hà tân Mộ bạc Chương Dương độ. Chương Dương thủy thanh liên Thảo, thu, yên, hà cổ Nhân tụng "Đoạt sáo" thi Hồi tưởng Đông A tộ Đông A Trùng Hưng gian Nguyên binh tự phong vũ Tức Mặc kim âu thương Chiêu Lăng thạch mã nộ Thao thao thực nhục nhân Ngột tọa diện như thổ Hiền tài Hưng Đạo Vương Thân gia tổng bất cố Trừu đối, kiếm trung thành. Vi kỳ ngộ công thủ Vận trù như Tử Phòng Thế thắng tự Tôn Vũ. | Nhất phiến hứa quốc tâm Bỉnh bỉnh anh vũ trụ Trung nghĩa văn phong khởi Mưu lục canh sơ phụ Ác cam hoài báo ân Mai thán thệ ngự vũ Tề nhương sát Thát " tì, Đại triển cầm Hồ thủ Tảo thanh Ô Mã trần Tùng thác cựu cương vũ Mông Cổ liễm binh quỷ Bất cảm hướng "đồng trụ" " Trần gia lại dĩ hưng Sơn hà phựu như cố Nãi tư: bang kỳ xương, Tuyền chuyển hệ hiền phụ Hiền phụ năng thành công Tín nhiệm do nhân chủ Giao phu tại binh tố Tự cổ hoạch ngã tâm Xúc cảnh mệnh bút phú.. |

| Dịch nghĩa: Buổi sáng, thuyền xuất phát từ bến Nhị Hà Buổi chiều, đậu lại ở bến Chương Dương Nước Chương Dương gợn sóng xanh Cây cỏ, khói, ráng, sắc xưa Nhân đọc câu thơ "Đoạt sáo" Bỗng nghĩ đến cơ nghiệp nhà Đông A Khoảng niên hiệu Trùng Hưng Quân Nguyên như gió bão ập sang Âu vàng Tức Mặc bị thương tổn Ngựa đá Chiêu Lăng phải tức giận Trong triều đình, đầy dẫy những người ăn thịt Cứ ngồi trơ như phỗng, mặt xám như đất Hiền tài thay! Chỉ một Hưng Đạo Vương Thân mình, nhà mình, đều không nghĩ đến Giật bỏ bịt sắt đầu gậy giải tấm lòng trung thành Ngồi đánh cờ vây, biết rõ thế công thủ Vận dụng mưu lược, giống Tử Phòng nhà Hán Nắm trước phần thắng tựa Tôn Vũ đời Xuân Thu Một tấm lòng hiến thân cho nước Rực rỡ chói sáng cả vũ trụ. | Người trung nghĩa nghe phong độ mà đứng dậy Người mưu trí, dũng lực cũng đua nhau phụ theo Tay nắm trái cam, Quốc Toản nặng lòng báo ân Làm nghề bán than, Khánh Dư thề chống xâm lược Cánh tay thích chữ sát Thát cùng giương cao Sách lược "cầm Hồ" triển khai rộng khắp Quét sạch bụi nhơ Ô Mã Nhi Mở lại cương vực nước nhà xưa kia Quân Mông Cổ rút chạy hết Không dám hướng về phía "cột đồng nữa Nhà Trần nhờ đó được phục hưng Non sông lại nguyên vẹn như cũ Mới biết: một quốc gia hưng thịnh Cuộc xoay chuyển, hệ trọng ở người tôi hiền tài Người tôi hiền tài thành công được Là do sự tín nhiệm của vua chúa Vua chúa tín nhiệm người tôi hiền tài Việc tín nhiệm ấy phải thường nhật Ngẫm việc xưa, thật đúng với lòng ta Cảm cảnh, cất bút viết nên mấy vần. |

## Đánh giá
Trong bộ sách Hợp tuyển thơ văn Việt Nam ấn hành năm 1978, khi giới thiệu Ninh Tốn, nhóm biên soạn (Huỳnh Lý chủ biên) đã tuyển trong số ba trăm bài thơ của ông, chọn ra được ba bài đó là: "Đăng Thiết Giáp sơn quan hải" (Lên núi Thiết Giáp xem biển), "Mã thượng mỹ nhân" (Người đẹp trên mình ngựa) và bài thơ này. Điều đó cho thấy Chương Dương mộ bạc là một bài thơ tiêu biểu và có một giá trị nhất định.
Ở sách Danh nhân văn hóa trong lịch sử Việt Nam thì có hẳn một bài riêng giới thiệu thi phẩm trên và có lời bình rằng: Ninh Tốn có một bài thơ rất hay, đó là bài "Chương Dương mộ bạc". Bởi ông là người am hiểu sâu sắc lịch sử thời Trần và ngọn bút của ông có sức khái quát cao khi vẽ lại hình ảnh Trần Hưng Đạo, linh hồn của cuộc kháng chiến chống Nguyên-Mông...Từ thực tế lịch sử đó, Ninh Tốn đã đi đến một kết luận sâu sắc, đó là: "Trong đạo trị nước, việc dùng người là hệ trọng nhất". Đó là tư tưởng chính yếu mà ông muốn nói trong bài Chương Dương mộ bạc. Và đó cũng chính là cái làm nên giá trị của bài thơ.

## Sách tham khảo
- Nhiều người soạn, Hợp tuyển thơ văn Việt Nam (tập 3). Nhà xuất bản Văn học, 1978.
- Nhiều người soạn, Thơ văn Ninh Tốn. Nhà xuất bản Khoa học Xã hội, Hà Nội, 1984.
- Tạ Ngọc Liễn, Danh nhân văn hóa trong lịch sử Việt Nam. Nhà xuất bản Thanh Niên, 2008.